# Eutrichopodopsis funebris
Eutrichopodopsis funebris là một loài ruồi trong họ Tachinidae.